# スティーヴン・ベントン・エルキンズ

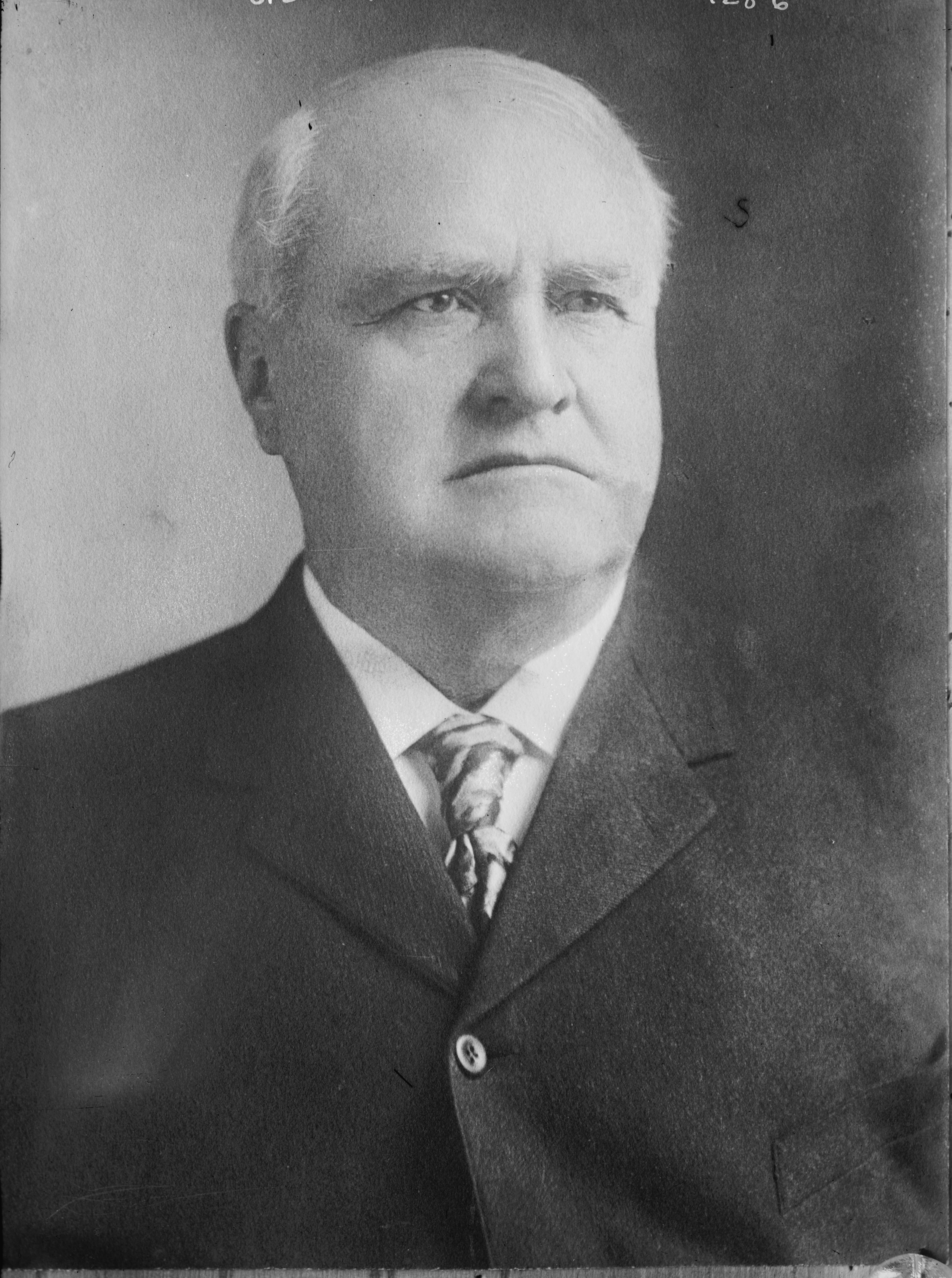
スティーヴン・ベントン・エルキンズ

スティーヴン・ベントン・エルキンズ（Stephen Benton Elkins, 1841年9月26日 - 1911年1月4日）は、アメリカ合衆国の実業家、政治家。共和党に所属し、1891年から1893年まで第38代アメリカ合衆国陸軍長官を務めた。

## 生い立ちと初期の経歴
1841年9月26日、エルキンズはオハイオ州ペリー郡ニューレキシントン近郊の農園で誕生した。1840年代中頃、エルキンズは両親とともにミズーリ州ウェストポート（現在のカンザスシティの一部）に移り住み、ミズーリ川沿岸に農園を開拓した。エルキンズは地元の公立学校で初等教育を受け、1850年代におよびレキシントンのメイソニック大学で学んだ。1860年、エルキンズはコロンビアのミズーリ大学法学部を卒業した。エルキンズは1861年にカス郡の郡立学校教師となった。教え子の中には、後のジェイムス＝ヤンガー強盗団のメンバー、コール・ヤンガーが含まれていた。

## 南北戦争

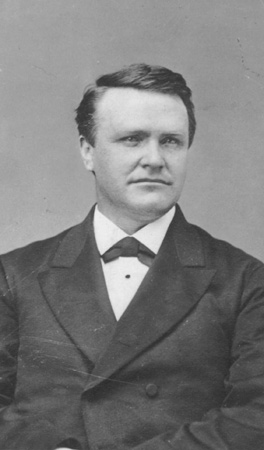
若い時代のエルキンズ

南北戦争が開戦すると、エルキンズは北軍を支持した。エルキンズの父や兄弟は南軍に参加し、スターリング・プライスの下に付いた。
1862年、エルキンズはウィリアム・クァントリル率いるゲリラ部隊にスパイとして拘束された。だがそのゲリラ部隊には、かつての教え子コール・ヤンガーが所属していた。エルキンズはヤンガーの口添えによって解放された。この出来事は後に、多数の北軍兵士の命が若いゲリラ兵コール・ヤンガーによって救われたという話に信憑性を与えた。エルキンズはこのときの出来事を、次のように回想している。
私はクァントリルの陣地まで連行されました。私はそこでコール・ヤンガー、ディック・イェイガー、ジョージ・トッドらの姿を見ました。のちに私は、彼らが捨て身の覚悟であったということを知りました。彼らは、かつて私が暮らしていた地域に住んでいた農園の子供たちだったのです。彼らは私を見つけると、「ここにスティーヴン・エルキンズさんが来ているぞ」と言いました。私は、私を監視しているゲリラの仲間に背後から撃たれるのではないかと、ずっと心配していました。私はそのとき、陸軍長官のスタッフが使用する懐中時計を身につけていたのです。
エルキンズは北軍に参加し、ミズーリ第77歩兵隊の大尉として任命を受けた。エルキンズはカージー・コーツの下に付き、ローン・ジャックの戦いを経験した。エルキンズにとって、この戦いが唯一の実戦であった。のちにエルキンズは、この戦いについて、嫌悪が差したと回想した。
私たちの部隊を率いたフォスター少将は、黒旗を掲げる南部支持者を無慈悲なゲリラと見なしていました。黒旗は「降伏か、死か」のサインでありましたが、彼らに慈悲を期待することはできない。フォスター少将はそう考えていました。そしてフォスター少将は、降伏を拒否しました。私たちはゲリラに狙撃され、ゲリラに勝利を渡してしまいました。のちに私は、この戦場の調査を行いました。流れる血、水と死を求める叫び、衣服を剥がれ裸にされた身体、防壁の代わりとなった馬の死体の山。戦争に嫌気が差しました。私は今、この巨大な政府で、陸軍省の長官をしています。なんと数奇なことでしょう。
ローン・ジャックの戦い後、間もなくエルキンズは軍を離れた。

## ニューメキシコ準州での活動

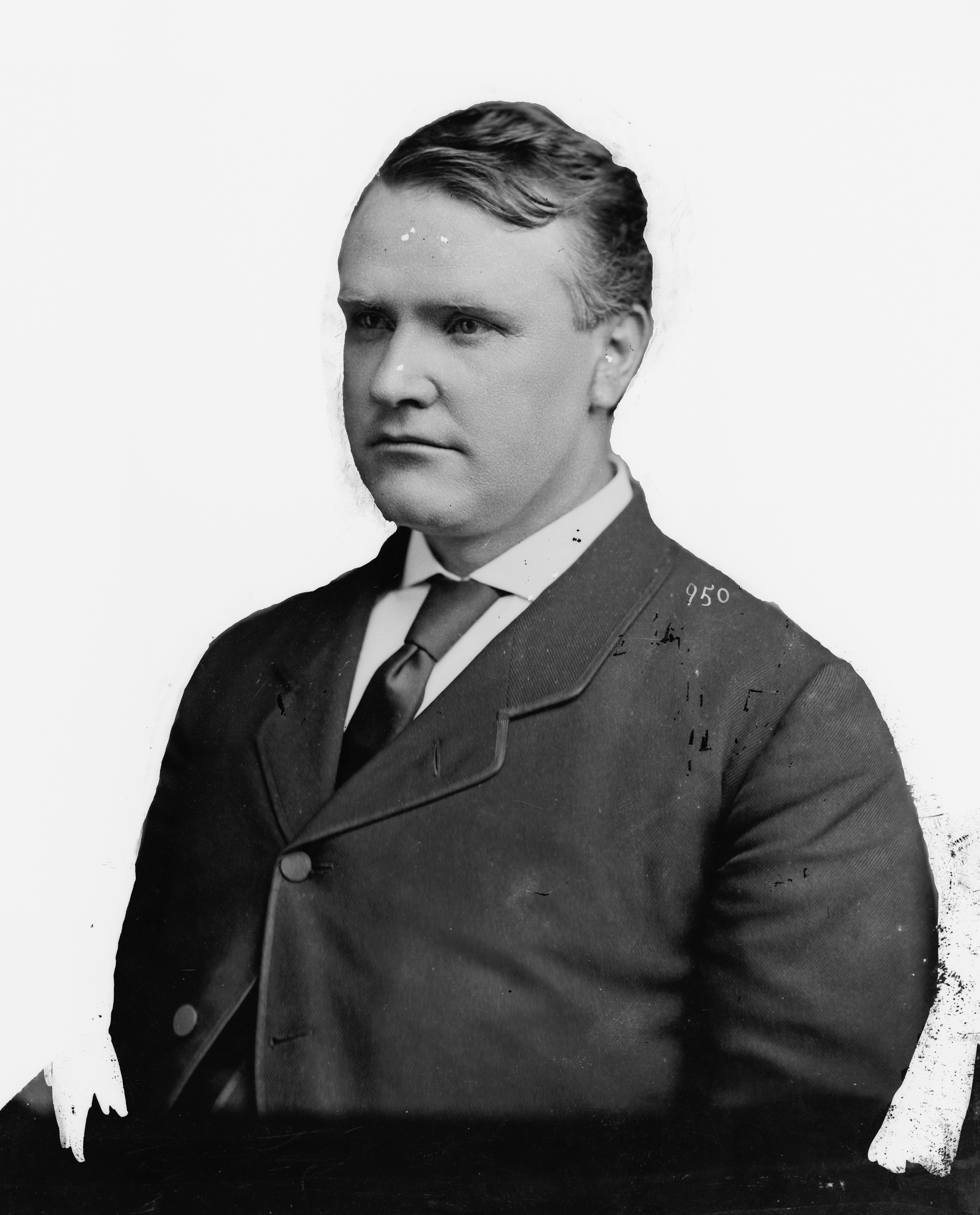
ニューメキシコ時代のエルキンズ

エルキンズはミズーリ州で法律を学び、1864年に弁護士として認可を受けた。エルキンズはニューメキシコ準州のメシラに移住し、弁護士業を開業した。エルキンズはまたスペイン語の学習をし、1868年にミズーリ大学から修士号を授与された。
エルキンズは1864年から1865年にかけてニューメキシコ準州下院議員、1866年から1867年にかけてニューメキシコ準州地方検察官、1867年にニューメキシコ準州検事総長、1867年から1870年にかけてニューメキシコ地区担当の連邦地方検察官を務めた。
1872年、エルキンズは共和党の指名を受けて、ニューメキシコ準州選出の連邦下院議員となった。エルキンズは1874年にも再選され、最終的に1873年3月4日から1877年3月3日まで2期4年務めた。1876年、エルキンズは弁護士業を再開した。またエルキンズはサンタフェ国法銀行を創設し、初代総裁となった。エルキンズは不動産、鉄道、採鉱、金融など、幅広く事業を展開した。
1884年、エルキンズは大統領候補ジェイムズ・G・ブレインの補佐役を務めた。

## ウェストバージニア州での活動
1890年、エルキンズはウェストバージニア州エルキンズに移住した。この町は、炭鉱と鉄道の事業のためにエルキンズが創設した町であった。1892年、エルキンズは義理の父ヘンリー・デイヴィスと提携し、デイヴィス・コール・アンド・コーク社を立ち上げた。この会社は間もなく、世界最大規模の石炭会社となった。
またエルキンズはコロラド州の鉱山に投資を行った。1902年、エルキンズはモーガンタウン＝キングウッド鉄道を買収した。エルキンズはヘンリー・デイヴィスと共同でコール・アンド・コーク鉄道を買収することに関心を示した。

## アメリカ合衆国陸軍長官

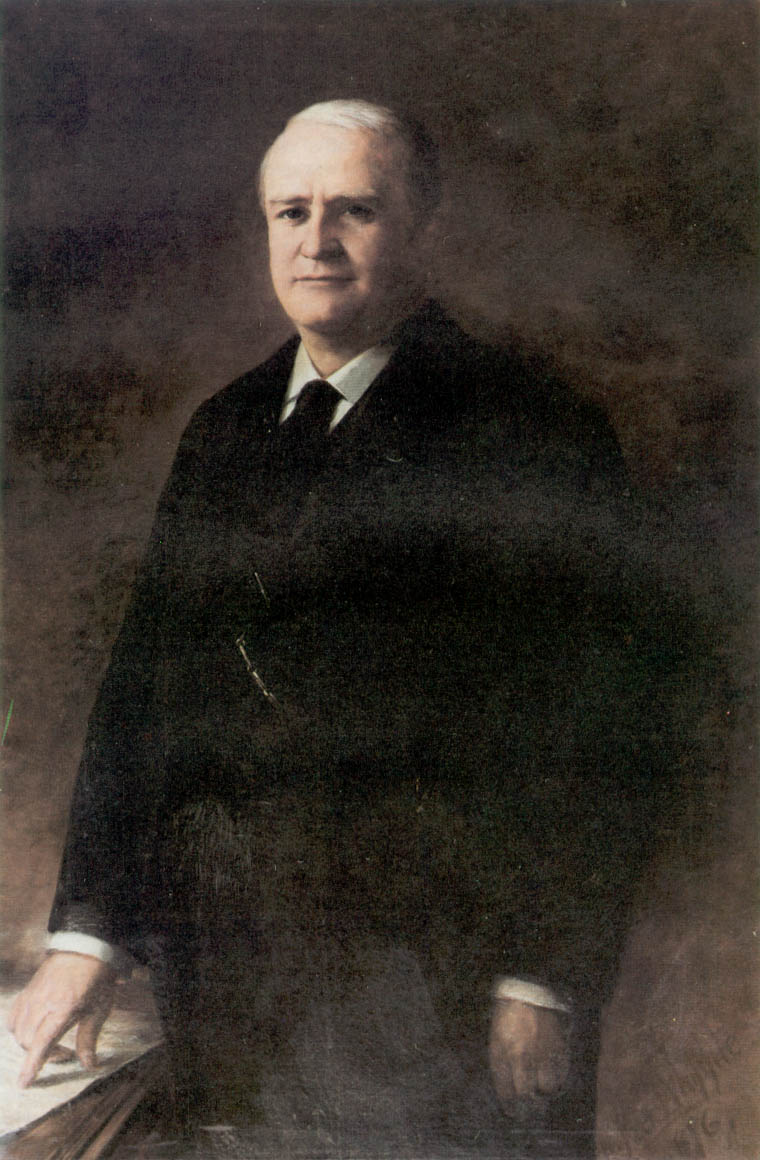
陸軍長官時代のエルキンズ

エルキンズはベンジャミン・ハリソン大統領の下で、1891年12月17日から1893年3月5日まで陸軍長官を務めた。
エルキンズは中将の地位を復活させる提言を行った。またエルキンズは、下士官の仕事の質を向上させるため、賃金の引き上げを行った。さらにエルキンズは、軍事情報部の情報機能を強化した。

## アメリカ合衆国上院議員
陸軍長官を退任後の1895年、エルキンズはバージニア州代表として連邦上院議員に選出された。エルキンズは1901年と1907年にも再選し、最終的に、1895年3月4日から死去する1911年1月4日まで3期16年務めた。エルキンズは第56議会と第59議会で地質調査委員会委員長、第57議会から第61議会まで州際通商委員会委員長を務めた。

## 晩年
1911年1月4日、エルキンズはワシントンD.C.において死去した。エルキンズの遺体はウェストバージニア州エルキンズのメイプルウッド墓地に埋葬された。

## 家族

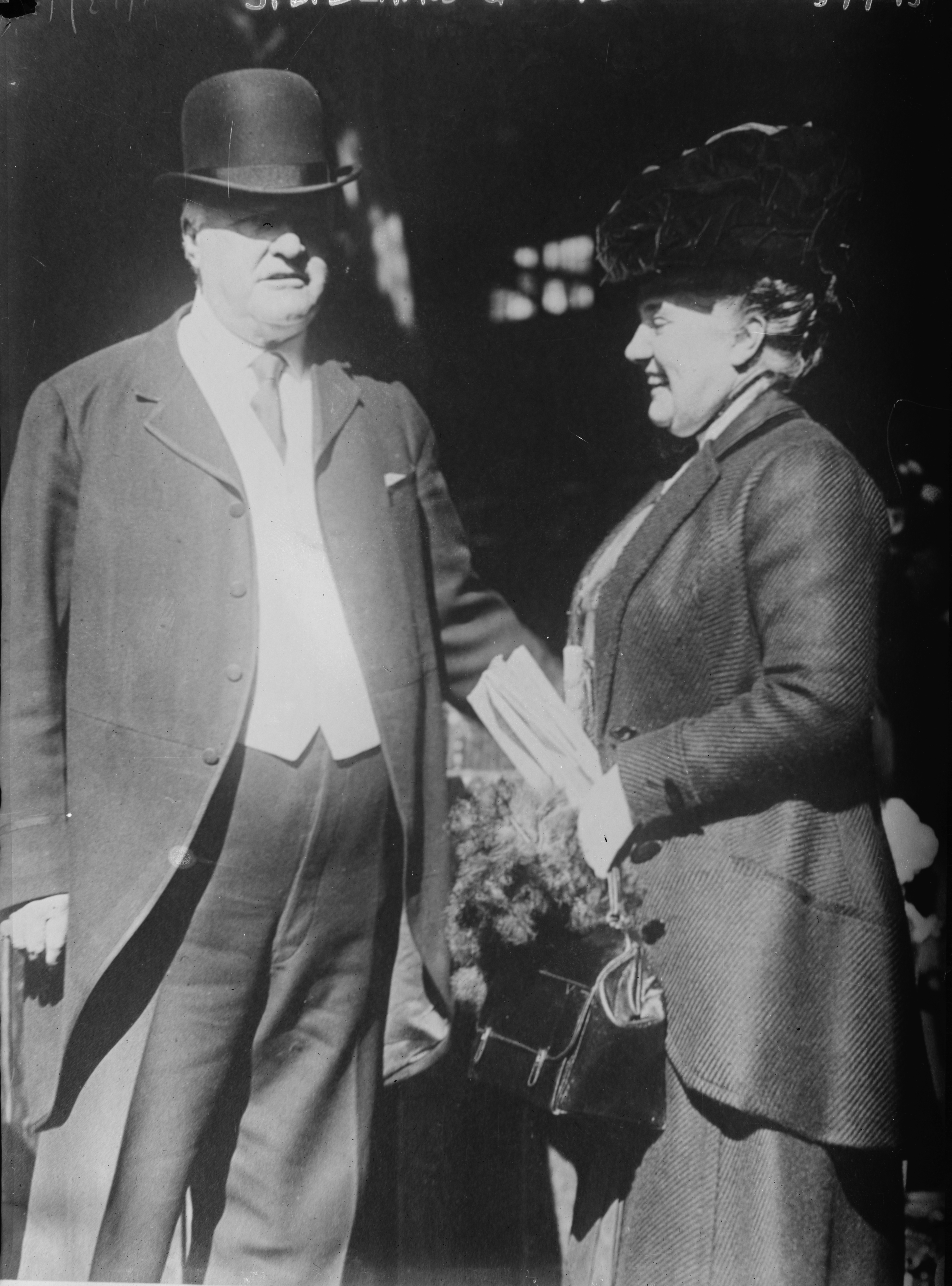
妻ハリーとともに

父親はフィリップ・ダンカン・エルキンズ (Philip Duncan Elkins, 1809-1897)、母親はサラ・ピケット・ウィザーズ (Sarah Pickett Withers, 1814-1865) であった。
1866年6月10日、エルキンズはサラ・シムズ・ジェイコブ (Sarah Simms Jacobs, ????-????) と結婚した。2人の間には以下の子供が生まれた。
1. サラ・シムズ・エルキンズ (Sarah Simms Elkins, 1867-1934)
2. エリザベス・エルキンズ (Elizabeth Elkins, 1870-????)

1875年4月14日、エルキンズは政治家ヘンリー・デイヴィスの娘ハリー・デイヴィス (Hallie Davis, 1862-????) と結婚した。2人の間には以下の子供が生まれた。
1. デイヴィッド・エルキンズ (David Elkins, 1876-1959)
2. スティーヴン・ベントン・エルキンズ (Stephen Benton Elkins, 1877-????)
3. リチャード・エルキンズ (Richard Elkins, 1879-1922)
4. ブレイン・エルキンズ (Blaine Elkins, 1881-1924)
5. キャサリン・エルキンズ (Catherine Elkins, 1886-????)